# Vlakvaaggronden
Een vlakvaaggrond is een bodemtype binnen het Nederlandse systeem van bodemclassificatie. Ze behoren tot de hydrovaaggronden: het zijn bodems waarin periodieke hoge grondwaterstanden kunnen voorkomen. Vlakvaaggronden hebben een lichtgekleurde, meestal humusarme bovengrond (de A-horizont). Deze gronden vertonen weinig tekenen van bodemvorming en bestaan grotendeels uit grijs gekleurd zand. Op de zandkorrels worden geen ijzerhuidjes gevonden. Wel is de ondergrond vaak roestig.
Vlakvaaggronden komen onder andere voor in uitgestoven laagtes in stuifzandgebieden, op voormalige zandplaten in jonge polders in Noord-Holland, Zeeland en Flevoland en in en tot aan het grondwater afgegraven terreinen. Op deze zandgronden kan een maximaal 40 cm dik klei- of zaveldek liggen. Vlakvaaggronden kunnen zowel kalkrijk als kalkloos zijn.

## Schematische profielbeschrijving
De onderstaande tabel omvat een schematische uiteenzetting van het bodemprofiel van een vlakvaaggrond.
| Horizont | Diepte    | Omschrijving |
| -------- | --------- | --- |
| Ap       | 0–30 cm   | grijs tot donkergrijs humusarm, kalkrijk, matig fijn zand                                                        |
| Cg       | 30–110 cm | lichtgrijs uiterst humusarm, kalkrijk, matig fijn zand; enkele roestvlekken; geen ijzerhuidjes op de zandkorrels |
| Cr       | > 110 cm  | grijs tot lichtgrijs uiterst humusarm, kalkrijk gereduceerd zand                                                 |